# Cei patru mari

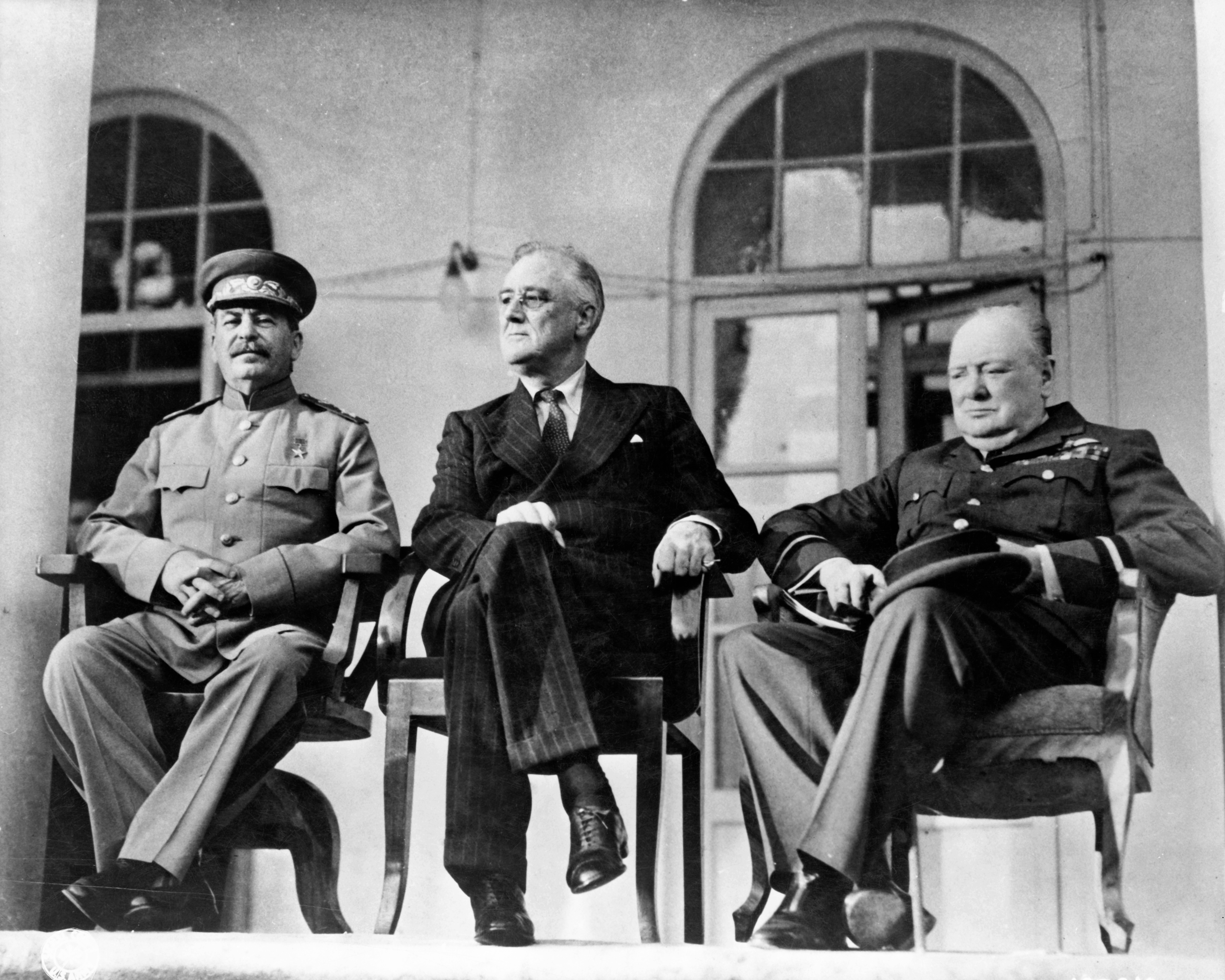
Liderii aliați ai teatrului european de război: Joseph Stalin, Franklin D. Roosevelt și Winston Churchill în timpul Conferinței de la Teheran din 1943

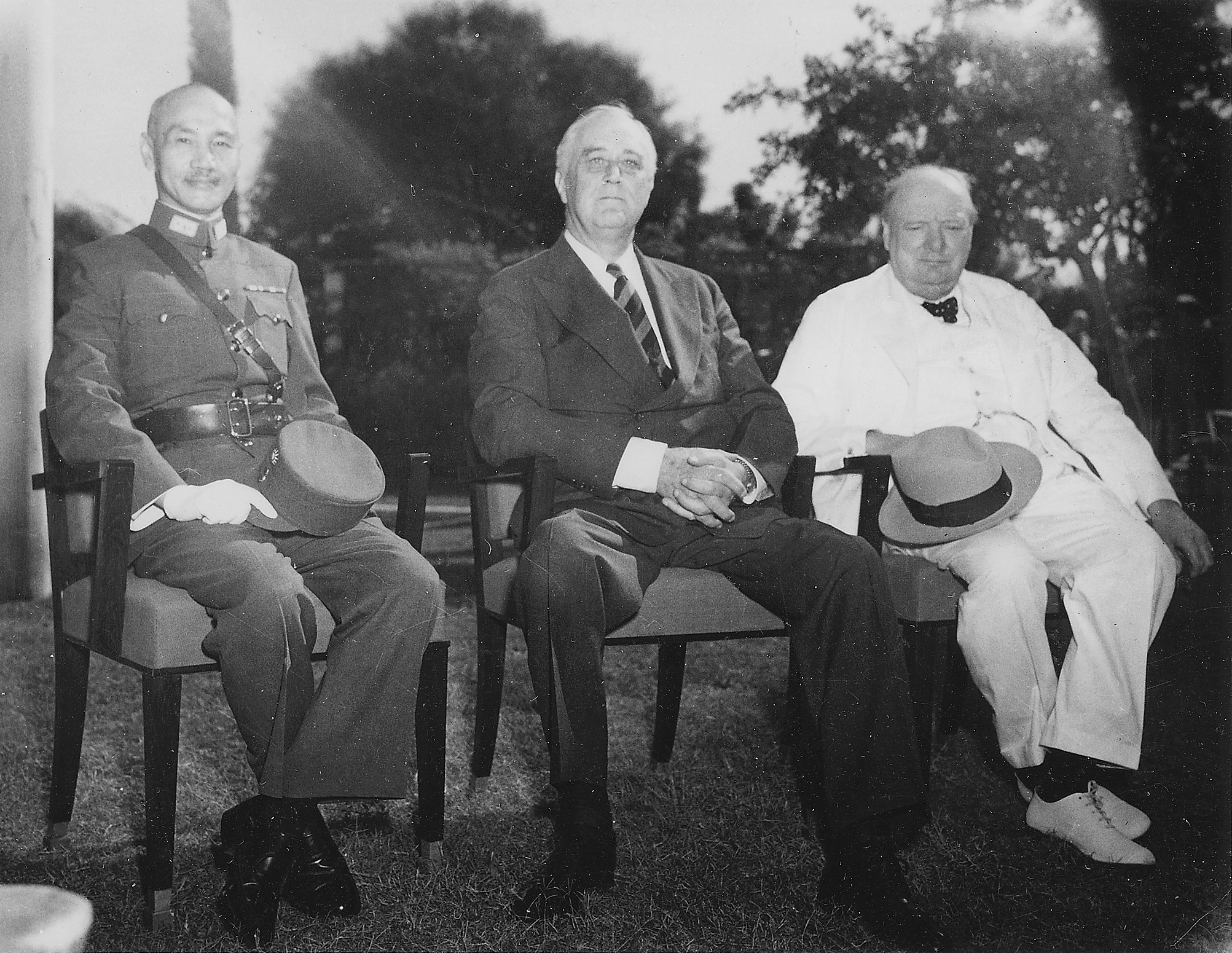
Generalissimo Chiang Kai-shek, Franklin D. Roosevelt și Winston Churchill în timpul Conferinței de la Cairo din 1943

Cei Patru Mari (cunoscuți și ca cei patru jandarmi) este numele sub care este cunoscut un consiliu format, în perioada postbelică, din lideri mondiali propuși de președintele american Franklin D. Roosevelt pentru asigurarea și garantarea păcii mondiale. Membrii grupului celor patru mari, care în timpul războiului mondial fuseseră cunoscuți ca cele patru puteri erau  principalii aliați în războiul împotriva Germaniei Naziste și Imperiului Japonez: SUA, Regatul Unit, URSS și China. 
Președintele american Roosevelt preconizase crearea ONU cu trei ramuri: una executivă formată din cei patru mari, o forță militară formată din aceleași patru mari puteri, care să acționeze ca patru jandarmi / șerifi, și un corp legislativ în care să fie reprezentați toate națiunile membre ale organizației internaționale.
Cei patru jandarmi urmau să fie responsabili pentru păstrarea echilibrului în cadrul sferelor lor de influență: britanicii în Imperiul Britanic și Europa Occidentală, sovieticii în Europa Răsăriteană și Asia Centrală, chinezii în Asia răsăriteană și Pacificul de vest și americanii în emisfera vestică. 
Pentru prevenirea izbucnirii unor noi războaie, toate celelalte țări, în afară de Cei Patru, urmau să fie dezarmate, fiindu-le permise doar posesia armelor ușoare de infanterie – pistoale și puști. Doar cei patru mari aveau dreptul să se doteze cu orice tip de arme. Cei patru jandarmi urmau să fie membri permanenți ai Consiliului de Securitate al ONU, dar puterile lor au fost diminuate în mod sensibil, ca urmare a criticilor unor oponenți. Franța a fost adăugată mai târziu ca al cincilea membru al Consiliului ca urmare a insistențelor lui Churchill.

## Istoric

### Contextul general
Vedeți și: Liga Națiunilor
Președintele Roosevelt a inițiat încă din timpul războiului planuri pentru crearea în perioada postbelică a unei organizații internaționale noi, mai durabile, care să înlocuiască Liga Națiunilor. În perioada interbelică, Roosevelt fusese inițial un sprijinitor al Ligii Națiunilor. Încrederea în Ligă i-a scăzut treptat datorită ineficienței organizației internaționale în prevenirea conflictelor armate, cel mai grav fiind chiar a doua conflagrație mondială.  Roosevelt a dorit să creeze o organizație internațională care să asigure pacea mondială mai degrabă prin eforturile unite ale marilor puteri mondiale decât prin consesul și colaborarea internațională conform principiilor de bază a Ligii Națiunilor. El i-a spus în 1935 lui Sumner Welles,  consilierul Casei Albe în probleme de politică externă: „Liga Națiunilor a devenit nimic mai mult decât o societate de dezbateri, și încă una slabă!” 
Roosevelt a criticat Liga Națiunilor pentru că încerca să armonizeze interesele prea multor națiuni. Președintele american i-a spus ministrului de externe sovietic Viaceslav Molotov că „nu poate să vadă o altă Ligă a Națiunilor cu o sută de semnatari diferiți; pur și simplu erau prea multe națiuni de mulțumit, de aceea a fost un eșec și avea să fie un eșec”. Roosevelt a propus în 1941 crearea unei noi organizații internaționale condusă de o „curatelă” a marilor puteri care avea să supravegheze restul țărilor mai mici. Președintele a scris în septembrie 1941: 
„În confuzia completă mondială actuală, nu este considerat recomandabil ca să reconstituim în acest moment o Ligă  a Națiunilor care, din cauza dimensiunilor sale, face posibilă dezacordul și lipsa de acțiune… Am impresia că nu este niciun motiv pentru care principiul curatelei din afacerile private ar trebui să nu se extindă în plan internațional. Curatela se bazează pe principiul serviciului altruist. Pentru un timp, cel puțin, există mai mulți copii minori între popoarele lumii, care au nevoie curatori în realțiile lor cu alte națiuni și popoare,  la fel cum sunt multe națiuni și popoare adulte, care trebuie să fie întoarse la spiritul de bună purtare.”
Departamentul de Stat a început creionarea planurilor pentru succesorul postbelic al Națiunilor Unite sub supravegherea lui Roosevelt într-o perioadă în care, cel puțin din punct de vedere oficial, Statele Unite erau încă neutre. Roosevelt ezita să facă publice planurile sale pentru crearea unei noi organizații internaționale. El era conștient că exista riscul ca americanii să respingă propunerile sale și nu era dornic să se angajeze într-un efort de convingere a membrilor Senatului pentru aprobarea participării SUA la noua organizație, așa cum fusese cazul luptei lui Woodrow Wilson pentru obținerea aprobării pentru statutul de membru al Americii la Liga Națiunilor. Când a fost promulgată Carta Atlanticului în august 1941, Roosevelt s-a asigurat că actele oficiale nu au menționat în nici un fel angajamentul americanilor pentru fondarea unui nou organism internațonal după încheierea războiului. Atacul de la Pearl Harbor din decembrie 1941 a dus la schimbarea poziției lui Roosevelt. El a transformat propunerea inițială în una pentru fondarea unei organizații construite în jurul celor patru puteri: Statele Unite, Republica China, Uniunea Sovietică și Regatul Unit.

### Planurile pentrucei patru jandarmi

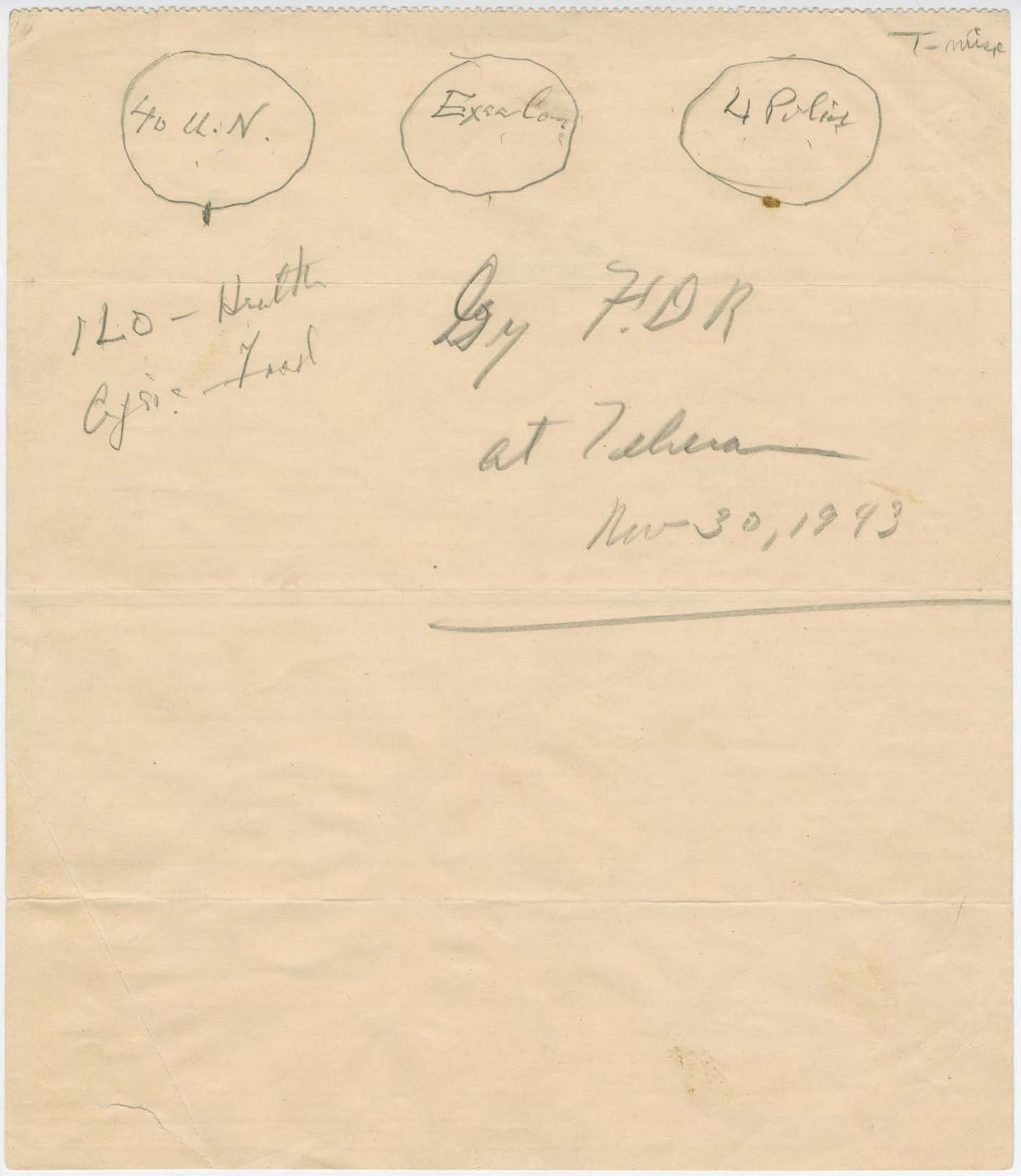
Schița făcută în 1943 de Franklin Roosevelt pentru Națiunile Unite și cele trei ramuri ale sale. Ramura din drepata reprezintă „cei patru jandarmi”.

Ideea conform căreia marile puteri ar trebui să „păzească ordine” în lume a fost discutată de președintele Roosevelt cu premierul Winston Churchill încă în timpul primei lor întâlniri din august 1941. El a făcut primele declarații oficiale cu privire la acest subiect la începutul anului 1942. El a prezentat planurile pentru perioada postbelică lui Molotov, care făcea în mai o vizită la Washington pentru discuții cu privire la deschiderea celui de-al doilea front în Europa. Roosevelt i-a spus lui Molotov că cei patru mari trebuie să acționeze uniți după război pentru păstrarea ordinei mondiale și dezarmarea statelor agresoare. Când Molotov s-a interesat de rolul pe care l-ar putea juca alte țări, Roosevelt a replicat că prea mulți „jandarmi” ar duce la lupte interne, dar că era deschis la ideea acceptării altor puteri aliate în rândurile acestui grup restrâns. Minuta conferinței a făcut rezumatul convorbirilor:
„Președintele i-a spus lui Molotov i-a spus că a preconizat  dezarmarea forțată după război a inamicilor noști și, e adevărat, și a unora dintre prietenii noștri; că el a gândit ca Statele Unite, Anglia, Rusia și poate China ar trebui să păzească ordinea în lume și să impune dezarmarea prin inspecție.  Președintele a spus că preconizează că Germania, Italia, Japonia, Franța, Cehoslovaci, România și alte națiuni nu ar trebui să li se permită să aibă forțe militare. el a declarat că alte națiuni ar putea să se alăture celor patru menționați, după ce ar dovedi că sunt de încredere.”
Roosevelt și Molotov a continuat discuția cu privire la cei patru jandarmi într-o a doua întâlnire de pe 1 iunie. Molotov l-a informat pe președintele american că Stalin dorea să sprijine planurile lui Roosevelt pentru menținerea păcii mondiale și dezarmare prin intermediul acțiunii celor patru jandarmi. Roosevelt a adus în discuție probleme decolonizării postbelice. El a sugerat că fostele colonii ar trebui să traveseze o perioadă de  tranziție sub administrația unor puteri mandatare mai înainte să își obținăidenpendența deplină.
Republica China urma să fie admisă în rândul celor patru puteri și să devină unul dintre cei patru jandarmi. Roosevelt era în favoarea recunoașterii statutului de mare putere al Chinei deoarece era sigur că guvernul chinez se va situa de partea americanilor împotriva sovieticilor. Roosevelt i-a declarat ministrului de externe britanic Anthony Eden: „ În orice conflict politic serios cu Rusia, China se va alinia de partea noastă fără nicio îndoială”. Președintele american considera că guvernul chinez proamerican va sprijini toate acțiunile SUA atunci când americanii, sovieticii și chinezii vor dorisă împărtă după război Japonia și Coreea în zone de ocupație. Când Molotov a ridicat problema stabilității Chinei, Roosevelt l-a liniștiti afirmând că „populațiile națiunilor și prietenilor noștri numărau peste un miliard de oameni”.
Churchill se împotrivea admiterii Chinei în rândul celor patru mari pentru că se temea că americanii încercau să caute aliați pentru subminarea posesiunile coloniale britanice din Asia. În octombrie 1942, Churchill i-a spus lui Eden că Republica China reprezintă un vot necondiționat „de partea Statelor Unite în orice încercare de lichidare imperiului britanic de peste mări”.  Eden împărtășea același punct de vedere și era neîncrezător în capacitatea Chinei de a redeveni o națiune stabilă, ținând seama de războiul civil care răvășea țara.  Roosevelt a respins criticile lui Churchill spunându-i ministrului de externe Eden că Republica „China ar putea să devină o putere folositoare în Orientul Îndepărtate pentru sprijinirea apărării ordinei în Japonia” și că era gata să ofere un ajutor mai consisten Chinei.
Propunerile lui  Roosevelt au fost întâmpinate cu critici de liberalii internaționaliști, aceștia dorind ca puterea să fie mult mai egal distribuită între membrii ONU. Liberalii se temeau ca Cei patru jandarmi să nu ducă la crearea unei noi  Alianțe Cvadruple.

### Fondarea ONU
Departametnul de Stat a creionat un nou plan pentru crearea ONU în aprilie 1944. Planul păstra ideea solidarității marilor puteri, centrată pe propunera patru jandarmi a lui Roosevelt. Cei patru mari aveau să devină membri permanenți ai Consiliului de Securitate a ONU. Fiecare dintre membrii permanenți avea să se bucure de dreptul de veto, prin care putea fi anulată orice rezoluție ONU care era împotriva intereselor uneia dintre cei patru mari. În cele din urmă, Departamentul de Stat a ajuns la un compromis cu liberalii. Eligibilitatea membrilor a fost extinsă la toate statele naționale care luptau împotriva Axei. În cadrul discuțiilor de la  Dumbarton Oaks, la care au participat delegațiile SUA, Regatului Unit, Uniunii Sovietice și Chinei, au fost discutate planurile pentru crearea imediat după încheierea războiului a Organizației Națiunilor Unite. Cei patru mari și aliații lor  au semnat în 1945 Carta Organizației Națiunilor Unite 

## Urmări
După cum spunea un fost subsecretar general al ONU, Brian Urquhart:
„A fost un sistem pragmatic bazat pe supremația celor puternici – o curatelă a celor puternici”, după cum o numea el, sau, cum avea să spună mai târziu, „cei patru jandarmi”. Conceputul a fost, așa cum a notat în jurnalul său în aprilie 1944 [senatorul Arthur H.] Vandenberg, „nimic altceva decât un vis internaționalist absurd al unui stat mondial… Acesta se bazează practic pe alianța a patru puteri”. Până în cele din urmă, aceasta s-a dovedit a fi atât tăria potențială cât și slăbiciunea reală a viitoarei ONU, o  organizație bazată teoretic pe o înțelegere a marilor puteri, a căror ostilitate reciprocă s-a dovedit până la urmă că a fost ea înseși cea mai mare amenințare potențială la adresa păcii mondiale.”

## Vedeți și:
- Aliații din al Doilea Război Mondial
- Cei trei mari